# Ayman Yahya
Ayman Yahya (en árabe: أيمن يحيى سالم‎; Riad, 14 de mayo de 2001) es un futbolista saudita que juega en la demarcación de extremo para el Al-Nassr F. C. de la Liga Profesional Saudí.

## Selección nacional
Tras jugar con la selección de fútbol sub-20 de Arabia Saudita y la sub-23, finalmente hizo su debut con la selección absoluta el 14 de noviembre de 2020 en un encuentro amistoso contra Jamaica que finalizó con un resultado de 3-0 a favor del combinado saudita tras los goles de Firas Al-Buraikan, Salem Al-Dawsari y Saleh Al-Shehri.

## Clubes
| Club                | País           | Año       | Partidos | Goles |
| ------------------- | -------------- | --------- | -------- | ----- |
| Al-Nassr F. C.      | Arabia Saudita | 2019-2022 | 42       | 5     |
| Al-Ahli Saudi F. C. | Arabia Saudita | 2022      | 12       | 0     |
| Al-Nassr F. C.      | Arabia Saudita | 2022-     | 83       | 15    |

## Palmarés

### Títulos internacionales
| Título                      | Club           | País           | Año  |
| --------------------------- | -------------- | -------------- | ---- |
| Campeonato de Clubes Árabes | Al-Nassr F. C. | Arabia Saudita | 2023 |